# Nicolás Rusca
Beato Nicolás Rusca (en romanche: Nicolò Rusca) (Bedano, 20 de abril de 1563 - Thusis, 4 de septiembre de 1618) fue un sacerdote diocesano suizo-italiano arcipreste de Sondrio. Su familia perteneció a la noble familia de Rusconi. Sus padres fueron Giovanni Antonio (notario) y Daría, su madre era descendiente de la familia Quadrio di Tesserete. Murió mientras era atormentado por un tribunal popular protestante durante las revueltas político-religiosas de su tiempo. Su asesinato provocaría la insurrección de la población mayoritariamente católica del valle de la Valtelina en 1620, contra sus gobernantes protestantes de las Tres Ligas.
Su beatificación fue autorizada por el papa Benedicto XVI y la ceremonia se llevó a cabo en el papado de Francisco el 21 de abril de 2012 en conmemoración a los 420 años de su natalicio.